# Pont de l'Hostalot
El Pont de l'Hostalot és una obra de la Vall d'en Bas (Garrotxa) inclosa a l'Inventari del Patrimoni Arquitectònic de Catalunya.

## Descripció
És un pont d'un sol arc, pla i tot de pedra. Situat a l'antic Camí Ral de Vic a Olot. Passa per sobre del torrent Grau o de la serra, afluent per l'esquerra del Fluvià. Es troba al camí ral que va de Vic a Olot, sobre el torrent del Grau o de la Serra.